# Tập Trọng Huân
Tập Trọng Huân (giản thể: 习仲勋; bính âm: Xí Zhòngxūn; 1913–2002) là một nhà cộng sản và từng là Ủy viên Trung ương Đảng Cộng sản Trung Quốc, Phó Thủ tướng Quốc vụ viện Trung Quốc. Ông là một trong những người thuộc thế hệ lãnh đạo đầu tiên của Trung Quốc.

## Tiểu sử
Ông sinh ngày 15 tháng 10 năm 1913 tại 1 trang trại tư gia ở Phú Bình, Thiểm Tây. Tập Trọng Huân gia nhập Liên đoàn Thanh niên Cộng sản vào tháng 5 năm 1926 và Đảng Cộng sản Trung Quốc năm 1928. Tập Trọng Huân giữ chức Phó Thủ tướng Trung Quốc từ năm 1959 đến năm 1962, và là Tỉnh trưởng Chính phủ Nhân dân tỉnh Quảng Đông, Bí thư Tỉnh ủy tỉnh Quảng Đông từ 1979 đến 1981.
Ông là người có đóng góp lớn cho Trung Quốc, đầu tiên là dẫn dắt các nhà lãnh đạo tương lai của Trung Quốc như Hồ Cẩm Đào, Ôn Gia Bảo, kế tiếp ông là người đưa ra và thực hiện xây dựng Đặc khu kinh tế Thâm Quyến, mà sau này nó trở thành mô hình để xây dựng các đặc khu kinh tế khác.
Năm 1962, Tập Trọng Huân bị buộc tội là đã dẫn đầu một nhóm chống đảng ủng hộ cuốn sách Tiểu sử của Lưu Chí Đan, và bị mất tất cả các chức vụ lãnh đạo. Cuốn sách này được viết bởi Lý Kiên Tống để tưởng niệm đồng chí cũ  đã hy sinh vì Đảng vào năm 1936, bị cho là một nỗ lực ngầm lật đổ chính quyền bằng cách phục hồi danh dự cho Cao Cương, một đồng chí cũ khác mà đã bị thanh trừng vào năm 1954. Tập Trọng Huân bị buộc phải tự kiểm điểm và năm 1965 bị chuyển đi một nơi xa làm phó giám đốc cho một công ty chế máy cày ở Lạc Dương. Trong thời kỳ Cách mạng Văn hóa, ông bị ngược đãi, bỏ tù trong một thời gian dài ở Bắc Kinh. Mãi đến tháng 5 năm 1975 ông mới được thả và được cho làm tại một hãng khác cũng ở Lạc Dương.
Sau này Tập Trọng Huân có công khai lên án sự kiện Thiên An Môn. Sau đó ông ít khi xuất hiện trước công chúng, các báo cáo cho thấy ông bị ở tù.
Ông mất ngày 24 tháng 5 năm 2002.

## Gia đình
Ông có vợ là Tề Tâm và con trai là Tập Cận Bình (sinh 1953), Tổng Bí thư Đảng Cộng sản Trung Quốc và Chủ tịch nước Cộng hòa Nhân dân Trung Hoa.

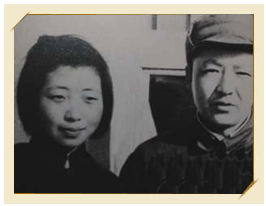
Tập Trọng Huân và vợ Tề Tâm, song thân của chủ tịch Tập Cận Bình